# Oceania Continental Handball Federation
Oceania Continental Handball Federation (OCHF) er det kontinentale håndboldforbund i Oceanien og det mindste af International Handball Federations fem kontinentale håndboldforbund. OCHF har seks fuldgyldige og tre associerede medlemsforbund.
| Medlemmer             | Medlemmer                            |
| --------------------- | ------------------------------------ |
| Australien            | Australian Handball Association      |
| Cookøerne             | Cook Islands Handball Association    |
| New Zealand           | New Zealand Handball Federation      |
| Salomonøerne          | Solomon Islands Handball Association |
| Samoa                 | Samoa Handball Association           |
| Vanuatu               | Fédération Vanuatuane de Handball    |
| Associerede medlemmer |                                      |
| Ny Kaledonien         | Ligue de Handball Nouvelle-Calédonie |
| Tahiti                | Fédération Tahitienne de Handball    |
| Wallis & Futuna       | Ligue Handball Wallis et Futuna      |

OCHF arrangerer kontinentale mesterskaber for klub- og landshold: 
- Oceania Nations Cup er Oceanienmesterskabet for landshold, og mesterskabet fungerer samtidig som Oceaniens VM-kvalifikation. Mesterskabet afholdes hvert andet år i marts-april (for kvinder i lige år og for mænd i ulige år).
- Oceania Champions Cup er Oceanienmesterskabet for klubhold, som har deltagelse af de nationale mestre i de respektive medlemslande. For både mænd og kvinder afvikles turneringen hvert år i oktober-november.